# Alain Pompidou
Pour les articles homonymes, voir Pompidou.
Alain Pompidou, né le 5 avril 1942 à Paris où il meurt le 11 décembre 2024,, est un scientifique et homme politique français. Professeur d'histologie, d'embryologie et de cytogénétique, il est député européen pendant dix ans de 1989 à 1999 et le quatrième président de l'Office européen des brevets (OEB) du 1er juillet 2004 au 30 juin 2007.

## Biographie

### Jeunesse et études
Alain est le fils adoptif de Georges Pompidou, haut fonctionnaire et homme d'État français, Premier ministre de 1962 à 1968 puis président de la République de 1969 à sa mort en 1974, et de son épouse Claude, qui l'accueillent dans leur foyer en juillet 1942. 
Alain Pompidou est docteur en médecine, spécialisé en histologie (1971), et docteur d'État en biologie (1985). 
Alain Pompidou se marie le 28 mai 1968 à Sophie Gintz (née en 1946). La cérémonie a lieu à l'hôtel de Matignon, pour des raisons de sécurité. Il est le père de trois fils : Thomas (né le 11 novembre 1969), Romain (né le 7 janvier 1972), et Yannick (né le 28 juin 1973). Divorcé en 1977, il se remarie avec Nicole Duchet en juillet 1983 à Orvilliers. 

### Professeur d’histologie, d’embryologie et de cytogénétique (1974-2004)
De 1974 à 2004, il est professeur d'histologie, d'embryologie et de cytogénétique à la faculté médicale de l'université Paris-Descartes. Jusqu'en 2004, il est également directeur du laboratoire de l'hôpital Cochin - St Vincent de Paul - La Roche Guyon à Paris, chef du département de cytogénétique et pathologie, et président du comité consultatif de l'hôpital. Il est également titulaire de chaires à l'University of Alabama at Birmingham ainsi qu'au Memorial Sloan-Kettering Cancer Center à New York.
Entre 1990 et 2004, il est professeur chargé de plusieurs services à l’hôpital Saint-Vincent-de-Paul, à Paris, où en 2005 est découverte une collection de 351 fœtus et enfants mort-nés. Néanmoins, le Pr Alain Pompidou, cumulant plusieurs activités, est peu présent au sein des locaux.
L'affaire ayant été classée au pénal, les ministres de tutelle décident de la renvoyer devant la Commission disciplinaire (organe compétent pour les enseignants et employés dans les hôpitaux universitaires). Le Pr Alain Pompidou, en tant que responsable du service, et son adjoint, sont sanctionnés par un «blâme»,, sanction extrêmement rare tandis que le directeur de l'hôpital est sanctionné par un avertissement de la direction générale de l'Assistance publique-Hôpitaux de Paris.
À la suite de cette affaire, un décret est publié avec l'obligation pour les établissements hospitaliers de tenir un registre et la fixation d'un délai réglementaire.

### Conseiller en éthique et politique scientifique
Durant sa carrière, Alain Pompidou est membre des comités consultatifs et scientifiques de plusieurs organisations nationales, européennes et internationales, parmi lesquelles l'OMS, l'UNESCO et la Commission européenne.
De 1990 à 2004, il est membre fondateur de l'Académie des technologies. Vice Président entre 2007 et 2009, il en est le président en 2009-2010.
Entre 1986 et 1989, il exerce comme conseiller scientifique auprès des ministres de la Recherche puis de la Santé, et entre 1993 et 1997, auprès du Premier ministre.
De 1999 à 2004, il est porte-parole du Conseil économique et social pour la recherche et la politique spatiale. En 1999, il est l'auteur du rapport commun de l'UNESCO et de l'Agence spatiale européenne (ESA) sur L'éthique des activités spatiales. Il est rapporteur de la sous-commission de la Commission mondiale d'éthique (COMEST) de l'UNESCO, et est nommé membre puis vice-président de la COMEST en 2004.
Il est l'auteur de nombreux articles et monographies sur la science, l'éthique et la société ainsi que sur l'éthique biomédicale, ainsi que du livre Souviens-toi de l'homme : l'éthique, la vie, la mort (Payot, Paris, 1990).
Il est également, en octobre 2012, le co-éditeur avec Éric Roussel d'un recueil d'écrits de son père Georges Pompidou : Lettres, notes et portraits : 1928-1974 (Paris, Robert Laffont). Il a aussi publié, à l'automne 2016, un récit intime sur sa mère Claude Pompidou, sobrement intitulé Claude (Paris, Flammarion).

### Membre du Parlement européen (1989-1999)
Comme eurodéputé de 1989 à 1999, Alain Pompidou se consacre plus particulièrement au programmes-cadres de l'UE pour la recherche et le développement technologique, avec la préparation de la directive sur la brevetabilité des inventions biotechnologiques, ainsi qu'à des questions de bioéthique et de politique d'innovation.
De 1994 à 1999 il est président du groupe d'évaluation des choix scientifiques et technologiques du Parlement européen, ainsi que de l'Intergroupe Ciel et Espace européen.

### Président de l’Office européen des brevets (2004-2007)
En 2004, Alain Pompidou est élu par le Conseil d'administration de l'OEB au terme d'un compromis. Alors que les présidents précédents de l'OEB conservaient leur poste au moins sept ans, Alain Pompidou n'est président que pour trois ans. Alison Brimelow lui a succédé pour un mandat de même durée le 1er juillet 2007. Alain Pompidou est le premier Français président de l'OEB.
Le 30 juin 2004, à la veille de son accession à la présidence de l'OEB, il se voit délivrer, avec Albert-Claude Benhamou, le brevet européen EP|1358481, déposé le 16 mars 2001, pour un « Appareil pour analyse et/ou traitement in situ consistant en une tige souple et un microsystème fixé à l'extrémité de ladite tige. » {?}
Premier président de l'OEB à ne pas provenir du milieu de la propriété intellectuelle, son action vise à rendre l'Organisation plus ouverte et à sensibiliser à l'importance de la politique des brevets, en particulier les décideurs.

### Académie royale de Belgique
Alain Pompidou est élu membre associé de la classe Technologie et Société de l'Académie royale des sciences, des lettres et des beaux-arts de Belgique le 29 mai 2010.

### Mort
Alain Pompidou meurt le 11 décembre 2024, âgé de 82 ans.

## Distinctions

### Décorations françaises
- Officier de la Légion d'honneur (2011)[23] ; chevalier (19 avril 2000).
- Officier de l'ordre national du Mérite (nommé directement officier, 2004)[24].
- Chevalier de l'ordre des Palmes académiques (2002)[25]

### Décoration étrangère
- Officier de l'ordre de Léopold, par décret du roi Philippe de Belgique (2018)[26].

## Publications
- Souviens-toi de l'homme : l'éthique, la vie, la mort, Payot, 1990
- Georges Pompidou : lettres, notes et portraits : 1928-1974, Robert Laffont, 2012
- Claude : c'était ma mère, Flammarion, 2016.
- Pour l'amour de l'art : une autre histoire des Pompidou, Plon, 2017.
- C'était Georges, mon père, Robert Laffont, 2023.